# 井冈山自然保护区
井冈山自然保护区，是中华人民共和国江西省吉安市井冈山市下辖的一个类似乡级单位。

## 行政区划
下辖以下地区：
罗浮林场生活区、长古岭林场生活区、茨坪林场生活区、大井林场生活区、朱砂林场生活区和小溪洞林场生活区。